# André Castagnon
 (octobre 2022).
Si vous disposez d'ouvrages ou d'articles de référence ou si vous connaissez des sites web de qualité traitant du thème abordé ici, merci de compléter l'article en donnant les références utiles à sa vérifiabilité et en les liant à la section « Notes et références ».
Pas d'image ? Cliquez ici

a Compétitions nationales et continentales officielles uniquement.

André Castagnon, né le 4 décembre 1912 à Plaisance et mort le 29 septembre 1986 à Cépet, est un joueur de rugby à XV et de rugby à XIII évoluant au poste d'arrière ou de demi d'ouverture dans les années 1930.
Il effectue une première partie de carrière au rugby à XV au sein du club du Toulouse olympique employés club et du Stade toulousain avant de rejoindre le rugby à XIII en février 1937. Il devient l'un des éléments essentiels de l'équipe du RC Albi et remporte le Championnat de France 1938 aux côtés de Gaston Combes et Jean-Marie Vignal.

## Palmarès

### En rugby à XIII
- Collectif : 
  - Vainqueur du Championnat de France : 1938 (Albi)[2].

#### Statistiques
| Saison    | Saison | Championnat           | Championnat | Championnat | Championnat | Championnat | Championnat | Championnat | Coupe           | Coupe      | Coupe | Coupe | Coupe | Coupe | Coupe |
| Saison    | Saison | Comp.                 | Class.      | M           | Pts         | Ess.        | Buts        | Dp.         | Comp.           | Class.     | M     | Pts   | Ess.  | Buts  | Dp.   |
| --------- | ------ | --------------------- | ----------- | ----------- | ----------- | ----------- | ----------- | ----------- | --------------- | ---------- | ----- | ----- | ----- | ----- | ----- |
| 1936-1937 | Albi   | Championnat de France | 6e          | ?           | -           | -           | -           | -           | Coupe de France | 1/4 finale | ?     | -     | -     | -     | -     |
| 1937-1938 | Albi   | Championnat de France | Vainqueur   | ?           | -           | -           | -           | -           | Coupe de France | 1/8 finale | ?     | -     | -     | -     | -     |